# Гіхман Йосип Ілліч
Йо́сип Іллі́ч Гі́хман (26 травня 1918, Умань, Київська губернія — 30 липня 1985, Київ[джерело?] (за іншими даними — Донецьк)) — радянський український математик. Доктор фізико-математичних наук (1956), професор (1959). Член-кореспондент Академії наук Української РСР (з 1965). Учасник Великої Вітчизняної війни.

## Біографія
Народився в місті Умань Київської губернії (нині — Черкаська область України).
У 1939 році закінчив Київський університет. Брав участь у Німецько-радянській війні 1941—1945. В 1945 вступив у ВКП(б).
Протягом 1946–1948 працював у Київському автодорожньому інституті, протягом 1947–1965 — в Київському університеті.
З 1956 — доктор фізико-математичних наук, з 1959 — професор.
В 1964 році Й. І. Гіхман та А. В. Скороход завершили роботу над першим в російськомовній літературі підручником з теорії випадкових процесів «Введение в теорию случайных процессов». Цей підручник двічі видавався у видавництві «Наука» (1965, 1978 р.р.) і перекладений англійською, французькою, польською, німецькою, угорською і китайською мовами.
В 1965 році був обраний членом-кореспондентом Національної академії наук України по Донецькому відділенню і переїхав до Донецька, де очолив відділ теорії ймовірностей в новоствореному Донецькому обчислювальному центрі АН УРСР (з 1970 — Інститут прикладної математики та механіки АН УРСР) та кафедру теорії ймовірностей в новоствореному Донецькому університеті.

## Науковий доробок
Основні дослідження стосуються теорії ймовірностей, математичної статистики та теорії диференціальних рівнянь. Зробив істотний внесок у розвиток теорії стохастичних диференціальних рівнянь.
В теорії випадкових процесів ввів та дослідив загальне стохастичне диференціальне рівняння. Отримав низку загальних результатів з теорії випадкових процесів та стохастичних диференціальних рівнянь, відкрив принцип усереднення для стохастичних рівнянь, дослідив нелінійні стохастичні коливання.
Розвиваючи методи теорії марковських процесів, отримав низку важливих результатів з математичної статистики, зокрема дослідив критерій узгодженості Колмогорова та х-критерії узгодженості за наявності параметрів, які визначають емпірично.

## Нагороди та премії
- Премія імені М. М. Крилова (1970; разом з А. В. Скороходом)
- Державна премія УРСР (1982)
- Орден «Знак Пошани»

## Наукові праці
- Гихман И. И., Скороход А. В. Введение в теорию случайных процессов. М., 1965.
- Гихман И. И., Скороход А. В. Стохастические дифференциальные уравнения. К.: Наукова думка, 1968. 354 с.
- Стохастические дифференциальные уравнения и их применения. — К.: Наук. думка, 1982. (у співавторстві).
- Теория случайных процессов. У 3-х т. — К.: Наук. думка, 1971—1975 (у співавт.);
- Введение в теорию случайных процессов. — М.: Наука, 1965. (у співавт.);
- Теория вероятностей и математическая статистика. — К.: Вища школа, 1979, 1988.